# Гевхер Мюлук-султан (дочь Баязида II)
Гевхер Мюлук-хатун, также Гевхермюлюк-хатун (умерла в 1550) — дочь османского султана Баязида II.

## Биография
В 1482 году она вышла замуж за Дукакинзаде Мехмед-паши. У них были дети: Ахмед-бей (умер в 1537 г.) и  Неслишах Ханым-султан (умерла в 1579 г.). Ахмед-бей был известен как диванный поэт. Неслишах  была замужем за Дукакинзаде Ибрагим-пашой (умер в 1582 г.). Умерла в 1550 году в Стамбуле.